# Tweede Kamerverkiezingen 1981/Kandidatenlijst/D'66
De kandidatenlijst voor de Tweede Kamerverkiezingen 1981 van D'66 was als volgt:

## Landelijke kandidaten
- vet: verkozen
- schuin: voorkeurdrempel overschreden

1. Jan Terlouw - 892.257 stemmen
2. Laurens Jan Brinkhorst - 10.115
3. Ineke Lambers-Hacquebard - 27.334
4. Elida Wessel-Tuinstra - 6.265
5. Erwin Nypels - 1.204
6. Maarten Engwirda - 790
7. Chel Mertens - 461
8. Suzanne Dekker - 6.706
9. Aad Nuis - 918
10. Jan Veldhuizen - 552
11. Grace Cotterell - 701
12. Jacob Kohnstamm - 503
13. Gerrit Mik - 971
14. Dick Tommel - 649
15. Louise Groenman - 1.151
16. Pieter ter Veer - 684
17. Ernst Bakker - 274
18. Wil Wilbers[1] - 202
19. Herman Schaper[1] - 269
20. Saskia de Steenwinkel - 1.139
21. Corry Moolhuysen-Fase[1] - 624
22. Harry van Woerden - 284
23. Arend Meerburg - 154
24. Noortje van Lijf-van Leeuwen - 1.187
25. Doeke Eisma - 146

## Regionale kandidaten
De plaatsen 26 t/m 30 op de lijst waren per stel kieskringen verschillend ingevuld.

### 's-Hertogenbosch, Tilburg, Middelburg, Maastricht
1. Marcel Prop - 147
2. Bert van Wijk - 708
3. Jo Swaen - 301
4. Anton de Man - 263
5. Aart Resoort - 1.655

### Arnhem, Nijmegen, Utrecht
1. Herman Kernkamp - 215
2. Betty van Lookeren Campagne-van Renterghem - 43
3. Jan van den Hazel - 47
4. Wivica Greve-von Weissenberg - 49
5. Joris Backer - 70

### Rotterdam, 's-Gravenhage, Leiden, Dordrecht
1. Noor Stehouwer - 92
2. Anton van Lijssel - 58
3. Bob van den Bos - 46
4. Lucie Wolfs-Kokkeler - 209
5. Sicco van Boetzelaer - 182

### Amsterdam, Den Helder, Haarlem
1. Frank Baas - 120
2. Peter van den Brandhof - 84
3. Pieter Karsdorp - 62
4. Pauline van Tets - 206
5. Maarten Verwey - 171

### Leeuwarden, Zwolle, Groningen, Assen
1. Sol Schuyer - 237
2. Leen Schotel - 186
3. Ed Veenstra - 31
4. Jaap Boerema - 192
5. Berend Dommering - 137

PvdA · CDA · VVD · D'66 · SGP · PPR · CPN · GPV · PSP · Rechtse Volkspartij · DS'70 · RKPN · Partij van Rijksgenoten · Kleine Partij · God Met Ons · Nederlandse Evolutie Partij · Leefbaar Nederland · SP · De Vrede Partij · RPF · Realisten '81 · IKB · NVU · Centrumpartij · Partij tot Likwidatie van Nederland · Wereld Welzijns Bewustwording · EVP · SOS
1967 · 1971 · 1972 · 1977 · 1981 · 1982 · 1986 · 1989 · 1994 · 1998 · 2002 · 2003 · 2006 · 2010 · 2012 · 2017 · 2021 · 2023